# Lac Clair (Rivière aux Rats)
Lac Clair är en sjö i Kanada.   Den ligger i regionen Saguenay–Lac-Saint-Jean och provinsen Québec, i den östra delen av landet, 500 km nordost om huvudstaden Ottawa. Lac Clair ligger 213 meter över havet. Arean är 4,8 kvadratkilometer. Den sträcker sig 4,2 kilometer i nord-sydlig riktning, och 2,9 kilometer i öst-västlig riktning.
I omgivningarna runt Lac Clair växer i huvudsak blandskog. Trakten runt Lac Clair är nära nog obefolkad, med mindre än två invånare per kvadratkilometer.